# Olivera Lakić
Olivera Lakić és una periodista d'investigació montenegrina, que treballa per a la revista Vijesti, especialitzada en el crim organitzat en el seu país.

## Biografia
L'any 2012, va ser víctima del primer atac a casa seva, quan estava treballant sobre uns articles que denunciaven el tràfic de tabac per part d'empresaris propers al poder. El seu agressor va ser aturat, condemnat a presó i ella va rebre protecció policial.
Al voltant de les 9h del vespre del dimarts 8 de maig de 2018, va ser agredida davant del seu pis a Podgorica per un desconegut que li va provocar una ferida de bala a la cama i al ventre abans de fugir. L'endemà de l'atac, una manifestació en suport seu va reunir diversos centenars de persones, entre les quals hi havia iperiodistes i membres d'organitzacions no-governamentals, davant de la seu del govern Segons el PEN Club, l'atac tenia a veure amb el seu treball d'investigació sobre afers tèrbols sobre membres del govern montenegrí i les seves famílies. El govern, amb Duško Marković com a president, va prometre iniciar una recerca «ràpida i eficaç» per trobar el tirador però, en ser Lakic una periodista d'oposició, la cap d'uns mesos, aquesta segona agressió era desacreditada per la premsa pro-governamental, que l'acusava d'haver-se inventat tota la història amb l'ajuda del responsable de la seva revista. En aquell any, Montenegro ocupava la 103a plaça sobre 180 en el rànquing mundial de llibertat de premsa, creat per Periodistes Sense Fronteres. Finalment, nou homes van ser detinguts a Montenegro i a l'estranger al febrer de 2019 en el marc de la busca i captura, sospitosos d'haver participat en la seva agressió
El 7 de març de 2019, va rebre el Premi Internacional Dona Coratge de la mà de la primera dama dels Estats Units, Melania Trump,.